# 克利夫頓 (紐約州)
克利夫頓（英語：Clifton）是一個位於美國紐約州聖羅倫斯縣的鎮。

## 人口
根據2020年美國人口普查的數據，克利夫頓的面積為389.39平方千米，當中陸地面積為347.96平方千米，而水域面積為41.43平方千米。當地共有人口675人，而人口密度為每平方千米2人。